# Norbert Heckner

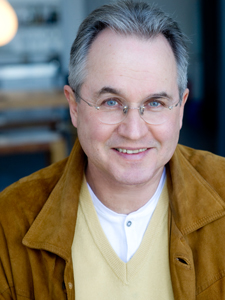
Norbert Heckner (2012)

Norbert Heckner (* 18. Mai 1953 in München) ist ein deutscher Schauspieler und Kabarettist.

## Leben
Während seiner Schauspielausbildung bei Peter Rieckmann spielte er am Theater in der Kreide in München-Neuperlach. 1978 folgte ein Anfängerengagement am Landestheater Coburg. Weitere Stationen waren die Schauburg in München, das Düsseldorfer Schauspielhaus, das Münchner Volkstheater und das Staatstheater Braunschweig.
Er trat an den großen Unterhaltungstheatern in Berlin, München, Köln, Düsseldorf und Hamburg auf. Dabei arbeitete er mit Wolfgang Spier, René Heinersdorff, Folke Braband und anderen. Beim Musical Ludwig II. – Sehnsucht nach dem Paradies von Stephan Barbarino (Buch), Franz Hummel (Liedtexte) und Heinz Hauser (Bühnenbild) in Füssen war er im Ensemble der Uraufführung.
Als Kabarettist spielte er zwei Soloprogramme („Wer bremst?“ und „Jetzt freu dich halt“) und zusammen mit Andreas Rebers „Männer zwischen Windeln und Weißbier“.
Beim traditionellen Starkbieranstich am Nockherberg verkörperte er im Singspiel von 1997 bis 2007 den Politiker Erwin Huber.
Mit dem Musiker Helmut Knesewitsch singt und spielt er das Programm „Isarmärchen - Münchner Volkssängerlieder und Couplets“.
Seit Anfang der 1990er-Jahre ist Heckner auch für Film und Fernsehen tätig und hat bisher in über 60 Film-und-Fernsehproduktionen mitgewirkt. In der Serie Der Bulle von Tölz spielte er den Gerichtsmediziner Dr. Robert Sprung. In der Serie Die Rosenheim-Cops hatte er von 2007 bis 2021 in unregelmäßigen Abständen Gastauftritte als Rechtsanwalt Dr. Rainer Fischbach.
Heckner lebt mit seiner Frau, der Schauspielerin Adela Florow, und dem gemeinsamen Sohn in München.

## Filmografie (Auswahl)
- 1990: Löwengrube (Fernsehserie, 1 Folge)
- 1990–1992: Die Hausmeisterin (Fernsehserie, 6 Folgen)
- 1991: Erfolg
- 1992: Die Distel
- 1993: Verkehrsgericht (Fernsehserie, 1 Folge)
- 1995: Dr. Stefan Frank – Der Arzt, dem die Frauen vertrauen (Fernsehserie, 2 Folgen)
- 1995: Alle meine Töchter (Fernsehserie, 3 Folgen)
- 1995: Stadtklinik (Fernsehserie, 1 Folge)
- 1997: Der Bergdoktor (Fernsehserie, 1 Folge)
- 1997: Wildbach (Fernsehserie, 1 Folge)
- 1997–1998: Derrick (Fernsehserie, 2 Folgen, verschiedene Rollen)
- 1997–2004: Forsthaus Falkenau (Fernsehserie, 3 Folgen, verschiedene Rollen)
- 1999: Hausmeister Krause – Ordnung muss sein (Fernsehserie, 1 Folge)
- 1999–2015: SOKO München (Fernsehserie, 4 Folgen, verschiedene Rollen)
- 2000: Sylvia – Eine Klasse für sich (Fernsehserie, 7 Folgen)
- 2000–2008: Der Bulle von Tölz (Fernsehreihe, 31 Folgen als Gerichtsmediziner Dr. Robert Sprung)
  - 2000: Treibjagd
  - 2000: Eine tödliche Affäre
  - 2000: Schöne, heile Welt
  - 2001: Bullenkur
  - 2002: Liebespaarmörder
  - 2002: Zirkusluft
  - 2003: Freier Fall
  - 2003: Malen mit Vincent
  - 2003: Klassentreffen
  - 2003: Strahlende Schönheit
  - 2003: Der Heiratskandidat
  - 2004: Süße Versuchung
  - 2004: Wenn die Masken fallen
  - 2004: Der Tölzi
  - 2004: Das Wunder von Wemperding
  - 2004: In guten Händen
  - 2005: Der Zuchtbulle
  - 2005: Liebesleid
  - 2005: Ein erstklassiges Begräbnis
  - 2005: Mord im Kloster
  - 2005: Der Weihnachtsmann ist tot
  - 2006: Kochkünste
  - 2006: Keiner kennt den Toten
  - 2007: Feuer und Flamme
  - 2007: Schonzeit
  - 2007: Krieg der Camper
  - 2008: Das Ende aller Sitten
  - 2008: Bulle und Bär
  - 2008: Die Leonhardifahrer
  - 2008: Der Zauberer im Brunnen
  - 2008: Der Kartoffelkönig
- 2002–2003: Die Rosenheim-Cops (Fernsehserie, 2 Folgen, verschiedene Rollen)
- 2002: Tierarzt Dr. Engel (Fernsehserie, 1 Folge)
- 2002: Verlorenes Land
- 2003–2007: Um Himmels Willen (Fernsehserie, 2 Folgen, verschiedene Rollen)
- 2004: Der Untergang
- 2004: Marienhof (Fernsehserie, 2 Folgen)
- 2005: Sophie Scholl – Die letzten Tage
- 2006: Tod einer Freundin
- 2007–2021: Die Rosenheim-Cops (Fernsehserie, zahlreiche Folgen als Dr. Rainer Fischbach)
- 2007: Tatort: A gmahde Wiesn (Fernsehreihe)
- 2007: Inga Lindström: Die Pferde von Katarinaberg
- 2007: Tatort: Der Traum von der Au
- 2008: Utta Danella – Das Geheimnis unserer Liebe
- 2008: Lindenstraße (Fernsehserie, Folge: Albtraum und Märchen)
- 2009: Normal is des ned (Fernsehserie, 1 Folge)
- 2010: SOKO Kitzbühel (Fernsehserie, 1 Folge)
- 2010: Der Alte (Fernsehserie, Folge: Tödliches Alibi)
- 2010–2021: Dahoam is Dahoam (Fernsehserie, 3 Folgen, verschiedene Rollen)
- 2011: Hubert ohne Staller (Fernsehserie, Folge: Kleine Fische, große Fische)
- 2011: Klarer Fall für Bär
- 2011: Tatort: Ein ganz normaler Fall
- 2012–2021: Die Chefin (Fernsehserie, 2 Folgen, verschiedene Rollen)
- 2013–2016: Der Komödienstadel (Fernsehreihe, 2 Folgen, verschiedene Rollen)
- 2014: Monaco 110 (Fernsehserie, Folge: Obdachlos)
- 2015: Weißblaue Geschichten (Fernsehserie, 1 Folge)
- 2015: Die Suche nach Hitlers Volk (Zweiteiler)
- 2016: Hammer & Sichl (Fernsehserie, 1 Folge)
- 2017: SOKO Wien (Fernsehserie, 1 Folge)
- 2019: Racko – Ein Hund für alle Fälle (Fernsehserie, 1 Folge)
- 2020: Annie – kopfüber ins Leben
- 2021: Kanzlei Berger (Fernsehserie, 1 Folge)
- 2022: Der Pass (Fernsehserie, 1 Folge)
- 2022: Der Kaiser
- 2023: Sturm der Liebe (Fernsehserie, 3 Folgen)
- 2023: Zimmer mit Stall (Fernsehreihe, Folge: Das Blaue vom Himmel)
- 2024: Polizeiruf 110: Funkensommer (Fernsehreihe)
- 2025: Watzmann ermittelt (Fernsehserie, Folge: Schnee von gestern)